# محمد أوفي سيلا
محمد أوفي سيلا (بالفرنسية: Mohamed Ofei Sylla)‏‏ (15 أغسطس 1974 في كوناكري - 4 فبراير 2019 في كوناكري) لاعب كرة قدم من غينيا.

## روابط خارجية
- محمد أوفي سيلا على موقع اتحاد تركيا (لاعب) (الإنجليزية)
- محمد أوفي سيلا على موقع قاعدة بيانات كرة القدم.إي يو (الإنجليزية)
- محمد أوفي سيلا على موقع ناشيونال فوتبول تيمز (الإنجليزية)
- محمد أوفي سيلا على موقع عالم كرة القدم.نت (الإنجليزية)